# Lundenbergharde
Die Lundenbergharde (dän. Lundebjerg Herred; gelegentlich auch Lundbergharde) war ein mittelalterlicher Verwaltungsbezirk im heutigen Nordfriesland. Die Harde erstreckte sich über ein Gebiet zwischen dem Südosten der heutigen Halbinsel Nordstrand bis nach Eiderstedt.
Durch die Zweite Marcellusflut  von 1362 wurde das Gebiet der Harde vom Meer in einen Nord- und einen Südteil getrennt. Die nördlich des Heverstroms gelegenen Dörfer Ham und Lith wechselten zur Edomsharde auf der Insel Strand und gingen in der Burchardiflut von 1634 unter. Durch die nachfolgenden Bedeichungen gehört dieses Gebiet heute zu Nordstrand. Der Südteil umfasste unter anderem die Dörfer Simonsberg, Lundenberg und Padelack. Mehrere Deichbrüchen bei der Burchardiflut von 1634 führten dazu, dass die beiden letztgenannten Dörfer aufgegeben werden mussten. Die Reste der Lundenbergharde gingen in der Weihnachtsflut 1717 verloren.